# Igreja e Convento das Domínicas
A Igreja e Convento das Domínicas localiza-se na freguesia de São Sebastião, concelho de Guimarães, distrito de Braga, em Portugal.
O antigo convento seiscentista, foi fundado no século XVII por Frei Sebastião, Prior do Convento de S. Domingos de Viana do Castelo. A actual construção é do século XVIII, obra da Prioresa Madre Catarina das Chagas.
Possui um conjunto de retábulos e sanefas em talha dourada, e um órgão barroco.

## Igreja
Inserida no Convento está a Igreja São Sebastião.
A Igreja, de uma só nave, ficou concluída em 1734, e as obras de madeira em 1736.
Possui um orgão joanino construído em 1776, por António Cunha, em talha dourada, e no qual está inserido um jocoso boneco denominado "O macacão das dominicas".
Na Pia Baptismal está um crucifixo do século XVI.